# قائمة الأرقام القياسية الأولمبية في ألعاب القوى

بدأ تسجيل الأرقام القياسية الأولمبية منذ عام 1896.

تقام دورات الألعاب الأولمبية الصيفية الحديثة مرة كل أربع سنوات وذلك بدءاً من الدورة الأولى الألعاب الأولمبية الصيفية 1896 (باستثناء 1916 بسبب الحرب العالمية الأولى و1940 و1944 بسبب الحرب العالمية الثانية)؛ بدأت اللجنة الأولمبية الدولية بالاعتراف بالسجلات الأولمبية في كل حدث. تقسم فعاليات ألعاب القوى في كل دورة إلى أربع مجموعات: سباقات المضمار والميدان وتتضمن سباقات السرعة وسباقات المسافات الطويلة وسباقات المسافات المتوسطة وسباقات التتابع والوثب، ومجموعة منافسات الرمي وتتضمن رمي الرمح، رمي القرص ورمي المطرقة ورمي الجلة، والقفز بالزانة والوثب الطويل والقفز الثلاثي، مسابقات الطرق، وتتضمن سباق المشي والماراثون، ومنافسات مجمّعة وتتضمن السباعي والعشاري. تنافس النساء في 23 فعاليات من منافسات ألعاب القوى في الألعاب الأولمبية، يتشارك الجنسان في 21 لعبة مشتركة، في حين ينافس الرجال حصرياً في مسابقة 50 كم مشي، يتنافس النساء في مسابقة السباعي بينما ينافس الرجال في مسابقة العشاري
تم تحطيم بعض الأرقام القياسية الأولمبية لكن اللجنة الأولمبية الدولية ألغتها لاحقاً؛ ففي الألعاب الأولمبية الصيفية 1988، حطم العدّاء الكندي بن جونسون الرقم القياسي الأولمبي والعالمي في سباق 100 متر، لكنه استبعد بعدما أثبت كشف تعاطي المنشطات أن اللاعب تناول منشطات ممنوعة لتحسين أدائه. تم شطب رقمه القياسي ومنحت الميدالية الذهبية للمتسابق الأمريكي كارل لويس.
كما حطم الرياضي الهنغاري روبرت فازيكاس الرقم القياسي الأولمبي في رمي القرص للرجال في الألعاب الأولمبية الصيفية 2004 لكن تم تجريده منه في وقت لاحق وسحبت منه الميدالية الذهبية وذلك لارتكابه مخالفة تناول المنشطات
أما أطول فترة سجل قياسي أولمبي فقد كانت للاعب بوب بيمون في الوثب الطويل للرجال، حيث سجله في الألعاب الأولمبية الصيفية 1968 حيث كانت المسافة المسجلة 8.9 متر؛ وكان هذا الرقم قياسي على المستوى العالمي حيث حطم الرقم السابق بفارق 55 سم، وبقى هذا الرقم مسجلاً باسمه لمدة 23 عاماً إلى أن حطمه مواطنه مايك باويل في بطولة العالم لألعاب القوى 1991 في طوكيو. في الألعاب الأولمبية الصيفية 2012، تم تحطيم 6 أرقام قياسية للرجال و5 أرقام سيدات.
يشار إلى أن اللجنة الأولمبية الدولية تعترف بالأرقام المسجلة خلال المنافسات في الدورات الأولمبية الصيفية فقط.

## الأرقام القياسية للرجال

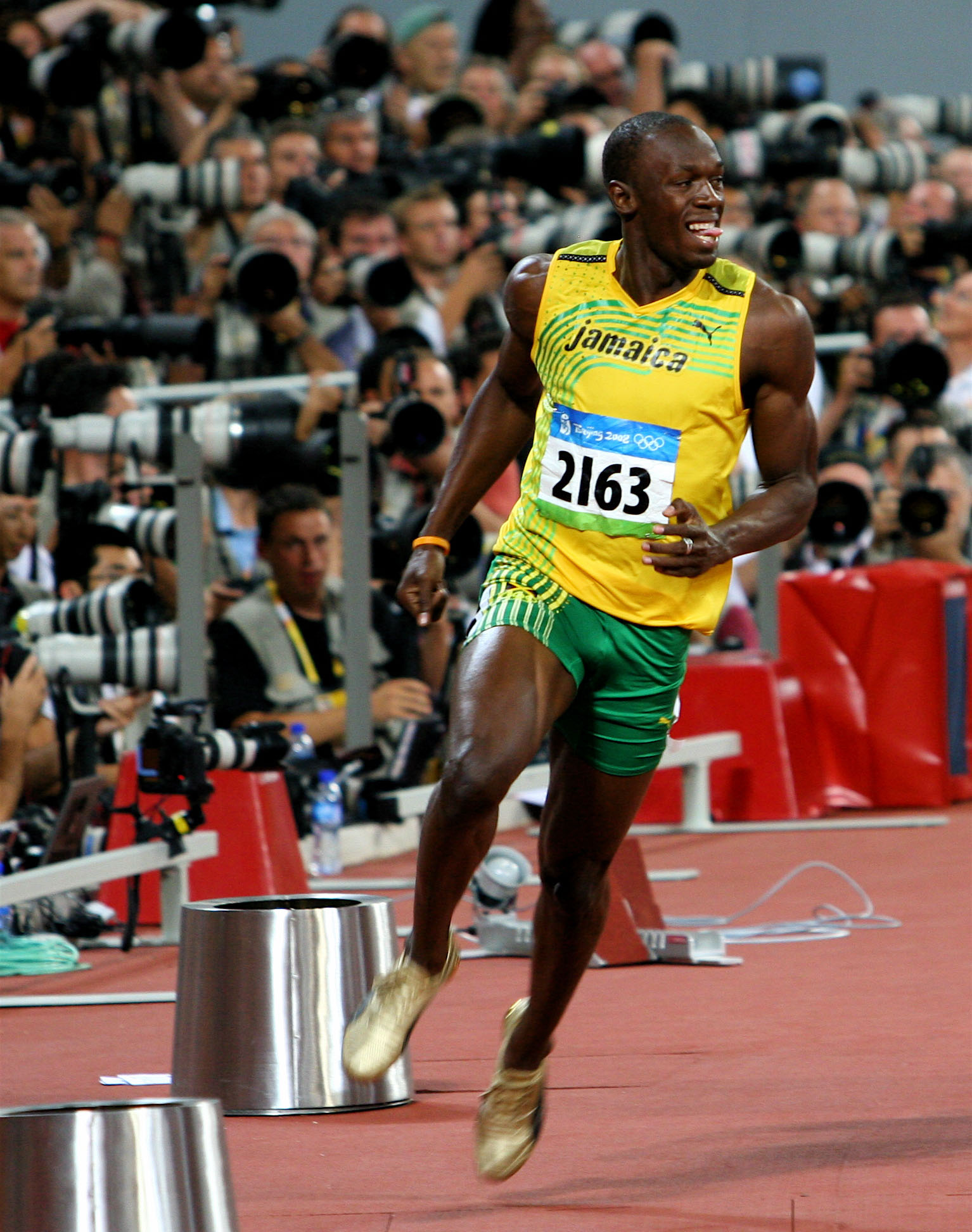
حمل يوسين بولت حالياً ثلاث سجلات أولمبية، اثنين منها فردية وواحدة مع فريق 100 متر تتابع الجامايكي في الألعاب الأولمبية الصيفية 2008

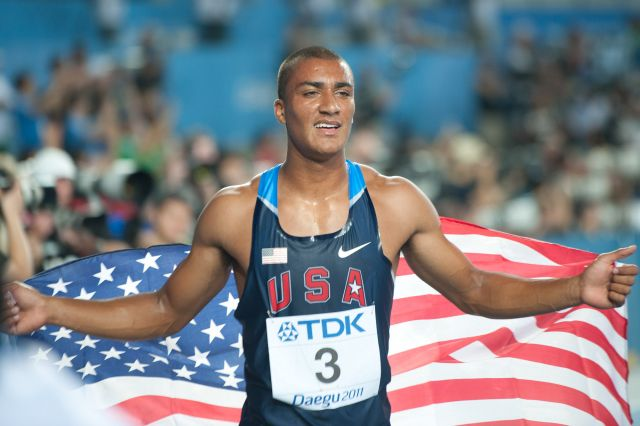
أشتون إيتون يعادل الرقم القياسي المسجل باسم رومان شيبرله في العشاري (ألعاب القوى) وقدره 8,893 عام 2016.

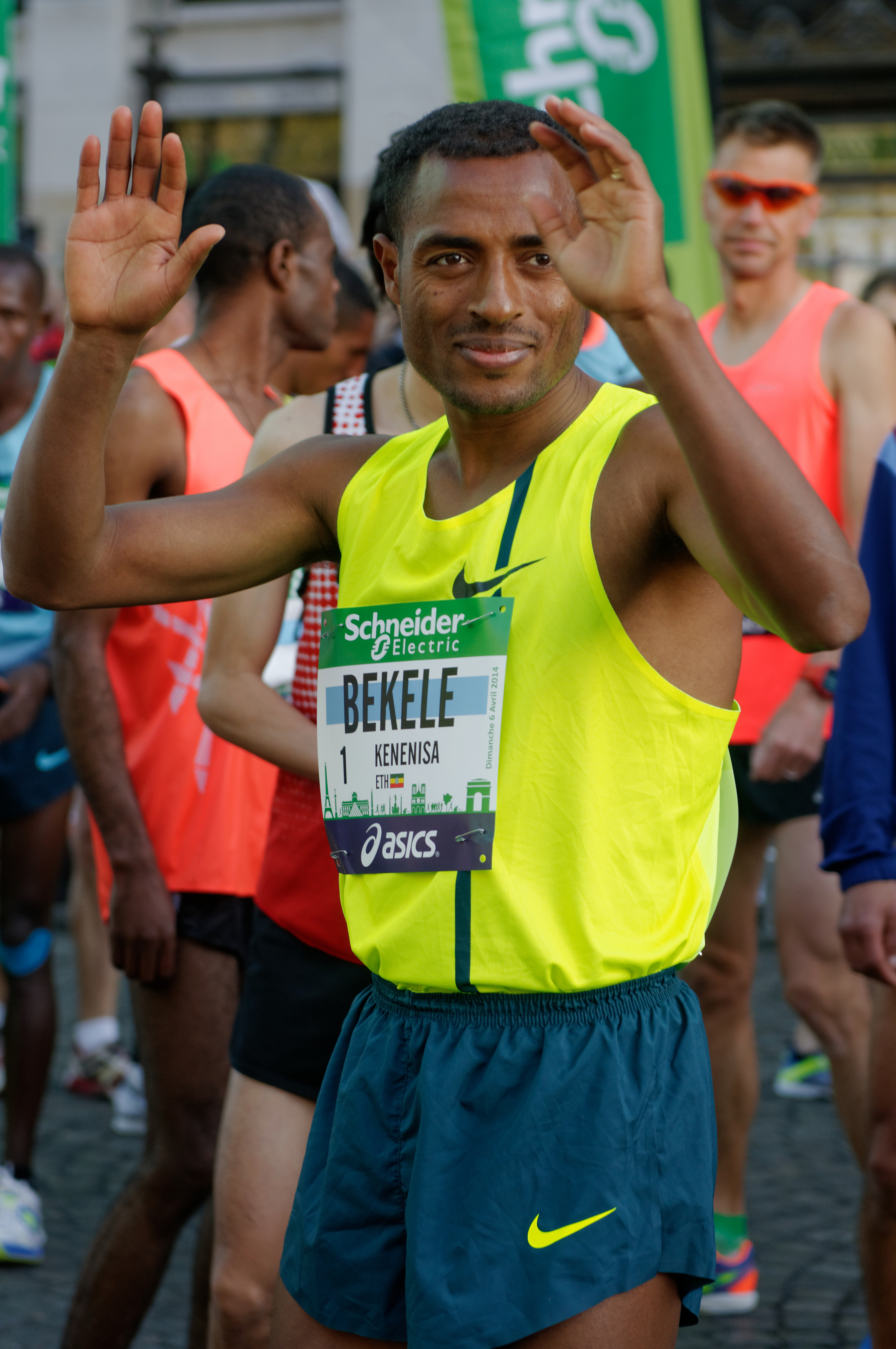
عداء المسافات الطويلة الإثيوبي كينينيسا بيكيلي تحمل الأرقام الأولمبية في سباقات 5000 متر و10000 متر

| المنافسة              | الرقم القياسي | اللاعب\اللاعبون                                    | الدولة           | الدورة                                                            | التاريخ                      | مرجع\مراجع |
| --------------------- | ------------- | -------------------------------------------------- | ---------------- | ----------------------------------------------------------------- | ---------------------------- | ---------- |
| 100 متر               | 9.63          | يوسين بولت                                         | جامايكا          | الألعاب الأولمبية الصيفية 2012                                    | 05 آب (أغسطس)،2012           | [ 9 ]      |
| 200 متر               | 19.30         | يوسين بولت                                         | جامايكا          | الألعاب الأولمبية الصيفية 2008                                    | 20 آب (أغسطس)،2012           | [ 10 ]     |
| 400 متر               | ♦43.03        | وايد فان نيكيرك                                    | جنوب أفريقيا     | الألعاب الأولمبية الصيفية 2016                                    | {{14 آب (أغسطس)،2016         | [ 11 ]     |
| 800 متر               | ♦1:40.91      | ديفيد روديشا                                       | كينيا            | الألعاب الأولمبية الصيفية 2012                                    | 09 آب (أغسطس)،2012           | [ 12 ]     |
| 1500 متر              | 3:32.07       | نوح نجيني                                          | كينيا            | الألعاب الأولمبية الصيفية 2000                                    | 09 أيلول (سبتمبر) 2012       | [ 13 ]     |
| 5000 متر              | 12:57.82      | كينينيسا بيكيلي                                    | إثيوبيا          | الألعاب الأولمبية الصيفية 2008                                    | 23 آب (أغسطس)،2008           | [ 14 ]     |
| 10000 متر             | 27:01.17      | كينينيسا بيكيلي                                    | إثيوبيا          | الألعاب الأولمبية الصيفية 2008                                    | 08 آب (أغسطس)،2008           | [ 15 ]     |
| ماراثون               | 2:06:32       | صمويل وانجيرو                                      | كينيا            | الألعاب الأولمبية الصيفية 2008                                    | 24 آب (أغسطس، 2008           | [ 16 ]     |
| 110 متر حواجز         | 12.91         | ليو شيانغ                                          | الصين            | الألعاب الأولمبية الصيفية 2004                                    | 27 آب (أغسطس) 2004           | [ 17 ]     |
| 400 متر حواجز         | ♦45.94        | كارستن وارهولم                                     | النرويج (NOR)    | ألعاب القوى في الألعاب الأولمبية الصيفية 2020 (400 متر حواجز رجال | أغسطس 3, 2021                | [ 18 ]     |
| 3000 متر موانع        | 8:03.28       | كونسيسلوس كيبروتو                                  | كينيا            | الألعاب الأولمبية الصيفية 2016                                    | 17 آب (أغسطس) 20016          | [ 19 ]     |
| 100 متر تتابع         | ♦36.84        | نيستا كارتر مايكل فراتر يوهان بليك يوسين بولت      | جامايكا          | الألعاب الأولمبية الصيفية 2012                                    | 11 آب (أغسطس) 2012           | [ 20 ]     |
| سباق 400 متر تتابع    | 2:55.39       | لاشون ميريت أنجلو تايلور ديفيد نيفيل جيريمي وارينر | الولايات المتحدة | الألعاب الأولمبية الصيفية 2008                                    | 23 آب (أغسطس) 2008           | [ 21 ]     |
| 20 كيلومتر مشي        | 1:18:46       | تشن دينغ                                           | الصين            | الألعاب الأولمبية الصيفية 2012                                    | 4 آب (أغسطس)، 2012           | [ 22 ]     |
| سباق المشي            | 3:36:53       | جاريد تالنت                                        | أستراليا         | الألعاب الأولمبية الصيفية 2012                                    | 11 آب (أغسطس)، 2012          | [ 23 ]     |
| قفز عالي              | 2.39 متر      | تشارلز أوستين                                      | الولايات المتحدة | الألعاب الأولمبية الصيفية 1996                                    | 28 تموز (يوليو) 1996         | [ 24 ]     |
| قفز طويل              | 8.90 متر      | بوب بيمون                                          | الولايات المتحدة | الألعاب الأولمبية الصيفية 1968                                    | 18 تشرين الأول (أكتوبر) 1968 | [ 6 ]      |
| قفز بالزانة           | 6.03 متر      | تياغو براس دا سيلفا                                | البرازيل         | الألعاب الأولمبية الصيفية 2016                                    | 15 آب (أغسطس) 2016           | [ 25 ]     |
| قفز ثلاثي             | 18.09 متر     | كيني هاريسون                                       | الولايات المتحدة | الألعاب الأولمبية الصيفية 1996                                    | 27 تموز (يوليو) 1996         | [ 26 ]     |
| دفع الجلة             | 22.52 متر     | ريان كروسر                                         | الولايات المتحدة | الألعاب الأولمبية الصيفية 2016                                    | 18 آب (أغسطس) 2016           | [ 27 ]     |
| رمي القرص             | 69.89 متر     | فيرجليجوس ألكنا                                    | ليتوانيا         | الألعاب الأولمبية الصيفية 2004                                    | {23 آب (أغسطس) 2004          | [ 28 ]     |
| رمي المطرقة           | 84.80 متر     | سيرجي ليفينوف                                      | الاتحاد السوفيتي | الألعاب الأولمبية الصيفية 1988                                    | 26 أيلول(سبتمبر) 1988        | [ 29 ]     |
| رمي الرمح             | 90.57 متر     | أندرياس ثوركيلدسين                                 | النرويج          | رمي الرمح رجال                                                    | 23 آب (أغسطس) (أغسطس) 2008   | [ 30 ]     |
| العشاري (ألعاب القوى) | 8893 pts      | رومان شيبرله                                       | جمهورية التشيك   | الألعاب الأولمبية الصيفية 2004                                    | 24 آب (أغسطس) (أغسطس) 2004   | [ 31 ]     |
| العشاري (ألعاب القوى) | 8893 pts      | أشتون إيتون                                        | الولايات المتحدة | ألعاب القوى في الألعاب الأولمبية الصيفية 2016                     | 18 آب (أغسطس)،2016           | [ 32 ]     |

## الأرقام الأولمبية للسيدات
♦ يدل على أن الرقم الأولمبي هو نفسه الرقم القياسي العالمي، هذه الإحصائيات مدققة في 19 آب (أغسطس)، (أغسطس) 2016.
| المسابقة              | الرقم القياسي | اسم اللاعبة\اللاعبات                                            | الدولة           | الدورة الأولمبية               | التاريخ                      | مرجع\مراجع    |
| --------------------- | ------------- | --------------------------------------------------------------- | ---------------- | ------------------------------ | ---------------------------- | ------------- |
| 100 متر               | 10.62         | فلورنس غريفيث جوينر                                             | الولايات المتحدة | الألعاب الأولمبية الصيفية 1988 | 24 أيلول (سبتمبر)، 1988      | [ 33 ]        |
| 200 متر               | ♦21.34        | فلورنس غريفيث جوينر                                             | الولايات المتحدة | الألعاب الأولمبية الصيفية 1988 | 29 أيلول (سبتمبر)، 1988      | [ 34 ] [ 35 ] |
| 400 متر               | 48.25         | ماري جوزيه بيريس                                                | فرنسا            | الألعاب الأولمبية الصيفية 1996 | 29 تموز (يوليو) 1996         | [ 36 ]        |
| 800 متر               | 1:53.43       | ناديجدا أوليزارينكو                                             | الاتحاد السوفيتي | الألعاب الأولمبية الصيفية 1980 | 27 تموز (يوليو) 1980         | [ 36 ]        |
| 1500 متر              | 3:53.96       | باولا إيفان                                                     | رومانيا          | الألعاب الأولمبية الصيفية 1988 | 26 أيلول(سبتمبر)، 1988       | [ 36 ]        |
| 5000 متر              | 14:26.17      | فيفيان شيريوت                                                   | كينيا            | الألعاب الأولمبية الصيفية 2016 | 19 آب (أغسطس)، (أغسطس)، 2016 | [ 37 ]        |
| 10000 متر             | ♦29:17.45     | ألماز أيانا                                                     | إثيوبيا          | الألعاب الأولمبية الصيفية 2016 | 12 آب (أغسطس)، 2016          | [ 38 ]        |
| ماراثون               | 2:23:07       | تيكي غيلانا                                                     | إثيوبيا          | الألعاب الأولمبية الصيفية 2012 | 5 آب (أغسطس)، 2012           | [ 36 ]        |
| 100 متر حواجز         | 12.35         | سالي بيرسون                                                     | أستراليا         | الألعاب الأولمبية الصيفية 2012 | 7 آب (أغسطس)، 2012           | [ 39 ]        |
| 400 متر حواجز         | 52.64         | ميلايني ووكر                                                    | جامايكا          | الألعاب الأولمبية الصيفية 2008 | 20 آب (أغسطس)، 2008          | [ 40 ]        |
| 3000 متر موانع        | ♦8:58.81      | Gulnara Galkina-Samitova                                        | روسيا            | الألعاب الأولمبية الصيفية 2008 | 17 آب (أغسطس)، 2008          | [ 41 ]        |
| 100 متر تتابع         | ♦ 40.82       | تيانا ماديسون أليسون فيليكس بيانكا نايت كارميليتا جيتر          | الولايات المتحدة | الألعاب الأولمبية الصيفية 2012 | 10 آب (أغسطس)، 2012          | [ 42 ]        |
| سباق 400 متر تتابع    | ♦3:15.17      | تاتيانا ليدوفسكايا أولغا نازاروفا ماريا بينيغينا أولغا بريزغينا | الاتحاد السوفيتي | الألعاب الأولمبية الصيفية 1988 | 1 تشرين الأول (أكتوبر)، 1988 | [ 43 ]        |
| 20 كيلومتر مشي        | ♦1:25:02      | إيلينا لاشمانوفا                                                | روسيا            | الألعاب الأولمبية الصيفية 2012 | 11 آب (أغسطس)، 2012          | [ 44 ]        |
| قفز عالي              | 2.06 متر      | يلينا سليسارينكو                                                | روسيا            | الألعاب الأولمبية الصيفية 2004 | 28 آب (أغسطس)، 2004          | [ 24 ]        |
| قفز طويل              | 7.40 متر      | جاكي جوينر كيرسي                                                | الولايات المتحدة | الألعاب الأولمبية الصيفية 1988 | 29 أيلول (سبتمبر) 1988       | [ 45 ]        |
| قفز بالزانة           | 5.05 متر      | يلينا ايزينبايفا                                                | روسيا            | الألعاب الأولمبية الصيفية 2008 | 18 آب (أغسطس)، 2008          | [ 41 ] [ 46 ] |
| قفز ثلاثي             | 15.39 متر     | فرانسواز مبانغو إيتون                                           | الكاميرون        | الألعاب الأولمبية الصيفية 2008 | 17 آب (أغسطس)، (أغسطس)،2008  | [ 47 ]        |
| دفع الجلة             | 22.41 متر     | إيلونا سلوبيانيك                                                | ألمانيا الشرقية  | الألعاب الأولمبية الصيفية 1980 | 24 تموز (يوليو) 1980         | [ 27 ]        |
| رمي القرص             | 72.30 متر     | Martina Hellmann                                                | ألمانيا الشرقية  | الألعاب الأولمبية الصيفية 1988 | 29 أيلول(سبتمبر)، 1988       | [ 28 ]        |
| رمي المطرقة           | ♦82.29 متر    | أنيتا ولدريزتش                                                  | بولندا           | الألعاب الأولمبية الصيفية 2016 | 15 آب (أغسطس)، (أغسطس)، 2016 | [ 48 ]        |
| رمي الرمح             | 71.53 متر     | Osleidys Menéndez                                               | كوبا             | الألعاب الأولمبية الصيفية 2004 | 27 آب (أغسطس)، (أغسطس)، 2004 | [ 36 ]        |
| السباعي (ألعاب القوى) | ♦7291 نقطة    | جاكي جوينر كيرسي                                                | الولايات المتحدة | الألعاب الأولمبية الصيفية 1988 | 24 أيلول (سبتمبر)،1988       | [ 36 ]        |